# Salo (Verwaltungsgemeinschaft)

Lage der Verwaltungsgemeinschaft Salo in Finnland

Die Verwaltungsgemeinschaft Salo (finnisch Salon seutukunta) ist eine von fünf Verwaltungsgemeinschaften (seutukunta) der finnischen Landschaft Varsinais-Suomi. Zu ihr gehören die namensgebende Stadt Salo und deren ländlich geprägtes Umland.
Seitdem Anfang 2009 die neun Gemeinden Halikko, Kiikala, Kisko, Kuusjoki, Muurla, Perniö, Särkisalo und Suomusjärvi nach Salo eingemeindet wurden, umfasst die Verwaltungsgemeinschaft Salo nur noch zwei Städte:
- Salo
- Somero